# استان اوکرس
استان اوکرس (انگلیسی: Stan Ockers; ۳ فوریهٔ ۱۹۲۰ – ۱ اکتبر ۱۹۵۶) دوچرخه‌سوار اهل بلژیک بود.
وی در مسابقات کشوری و بین‌المللی در مجموع برندهٔ ۱ مدال طلا، ۱ مدال برنز شده‌است.